# Höchster Schloßplatz
Der Höchster Schloßplatz  ist ein historischer Platz in der Höchster Altstadt. Er liegt zwischen der Bolongarostraße im Norden, dem Schloß Höchst im Westen, der Justinuskirche im Osten und der alten Stadtbefestigung mit Zollturm und Maintor im Süden. Der Platz ist etwa 1.100 m2 groß.
Vielen Frankfurtern gilt der Höchster Schloßplatz wegen seiner historischen Bebauung als einer der schönsten Plätze der Stadt. Er ist wegen seiner drei Traditionsgaststätten „Alte Zollwache“, „Zum Bären“ und „Zum Schwan“ vom Frühjahr bis in den Herbst hinein ein beliebtes Ausflugsziel.

## Geschichte

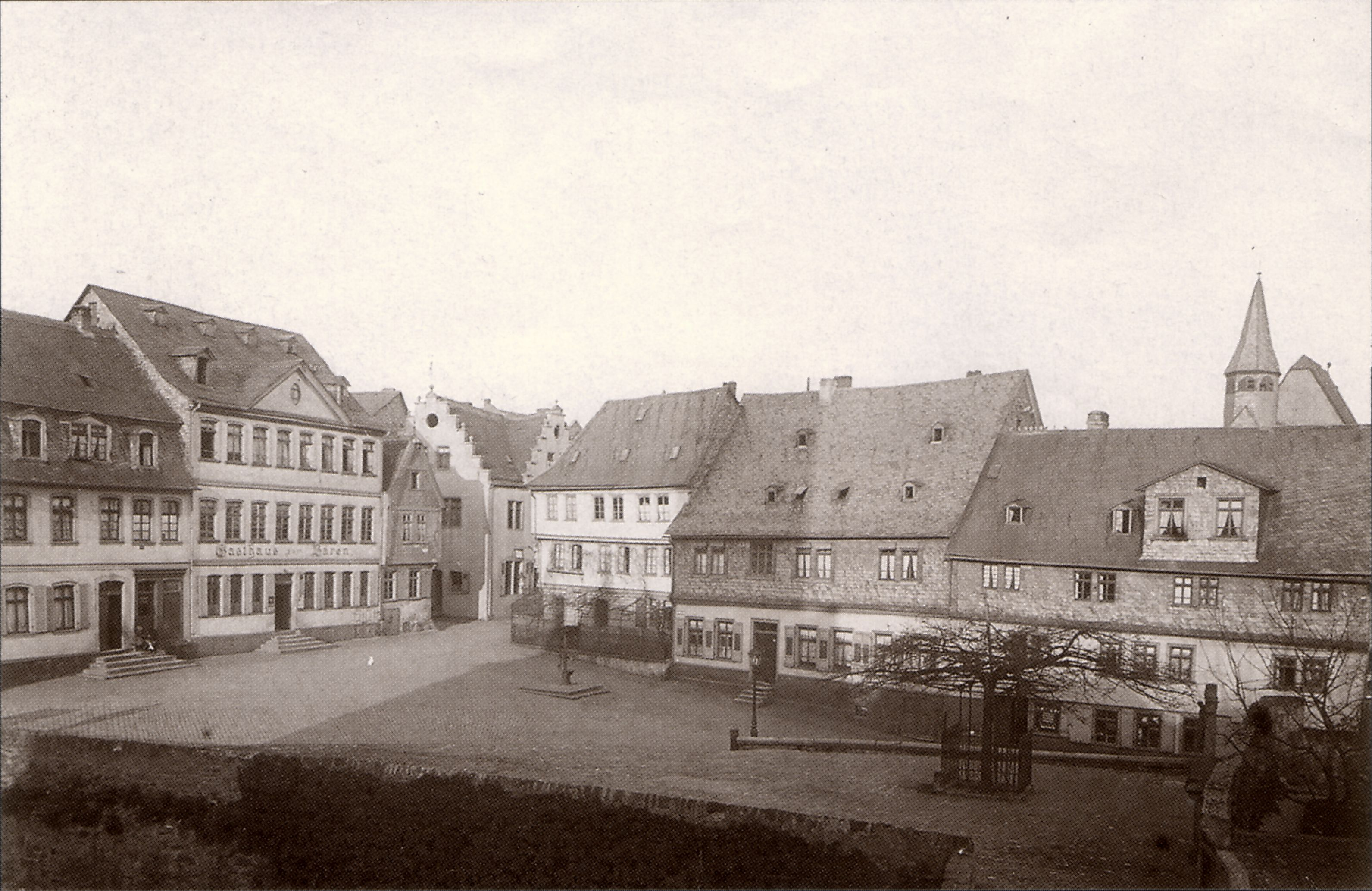
Der Höchster Schloßplatz um 1900

Mit dem Bau der Höchster Zollburg, dem Vorläufer des Höchster Schlosses, und dem Aushub des umgebenden Grabens wurde Mitte des 13. Jahrhunderts der Schloßplatz bereits weitgehend auf sein heutiges Niveau angehoben. In den folgenden einhundert Jahren entstanden die Häuserzeilen auf der Nord- und Ostseite des Platzes. Der Zollturm an der Südseite des Platzes wurde Mitte des 14. Jahrhunderts errichtet.
Allerdings hatte der freie Raum des Platzes nicht die heutigen Dimensionen, da auf der Westseite erhebliche Flächen vom Areal der Burg und von einem damals hier fließenden Arm des Liederbaches eingenommen wurden. Mit der Stadterhebung von 1355 und der Verleihung des Marktrechts an die junge Stadt ein Jahr später wurde der Schloßplatz zeitweise zum ersten Höchster Marktplatz.
Die Eiche, die heute den südlichen Teil des Schloßplatzes beschattet, wurde im März 1872 durch die Höchster Schützengemeinschaft in Erinnerung an den Deutsch-Französischen Krieg als „Friedenseiche“ gepflanzt. Im September 1910 wurde der Brüningbrunnen auf dem Schloßplatz errichtet. Er sollte als Erinnerung an Adolf von Brüning, den Mitbegründer der Hoechst AG, und seine Frau Clara dienen. Der Brunnen wurde im Sommer 1938 auf die Nordostseite des Höchster Markts verlagert.
Die Familie von Brüning hatte 1908 das Höchster Schloss von der Finanzverwaltung gekauft, in deren Besitz es war. Dazu gehörten auch der Schloßplatz und der Zollturm mit dem Zollgarten. Den Zollturm und den Schloßplatz übertrugen die neuen Eigner unter der Auflage an die Stadt Höchst, für die Erhaltung des Schlosses zu sorgen.
Sein heutiges Aussehen erhielt der Schloßplatz im Jahr 1977. Er wurde mit einem „historischen“ Kopfsteinpflaster versehen. Der heute auf dem Platz befindliche Brunnen wurde an Stelle eines früheren Brunnens errichtet, der sich abgedeckt unter dem ursprünglichen Pflaster befand.

## Wichtige Gebäude

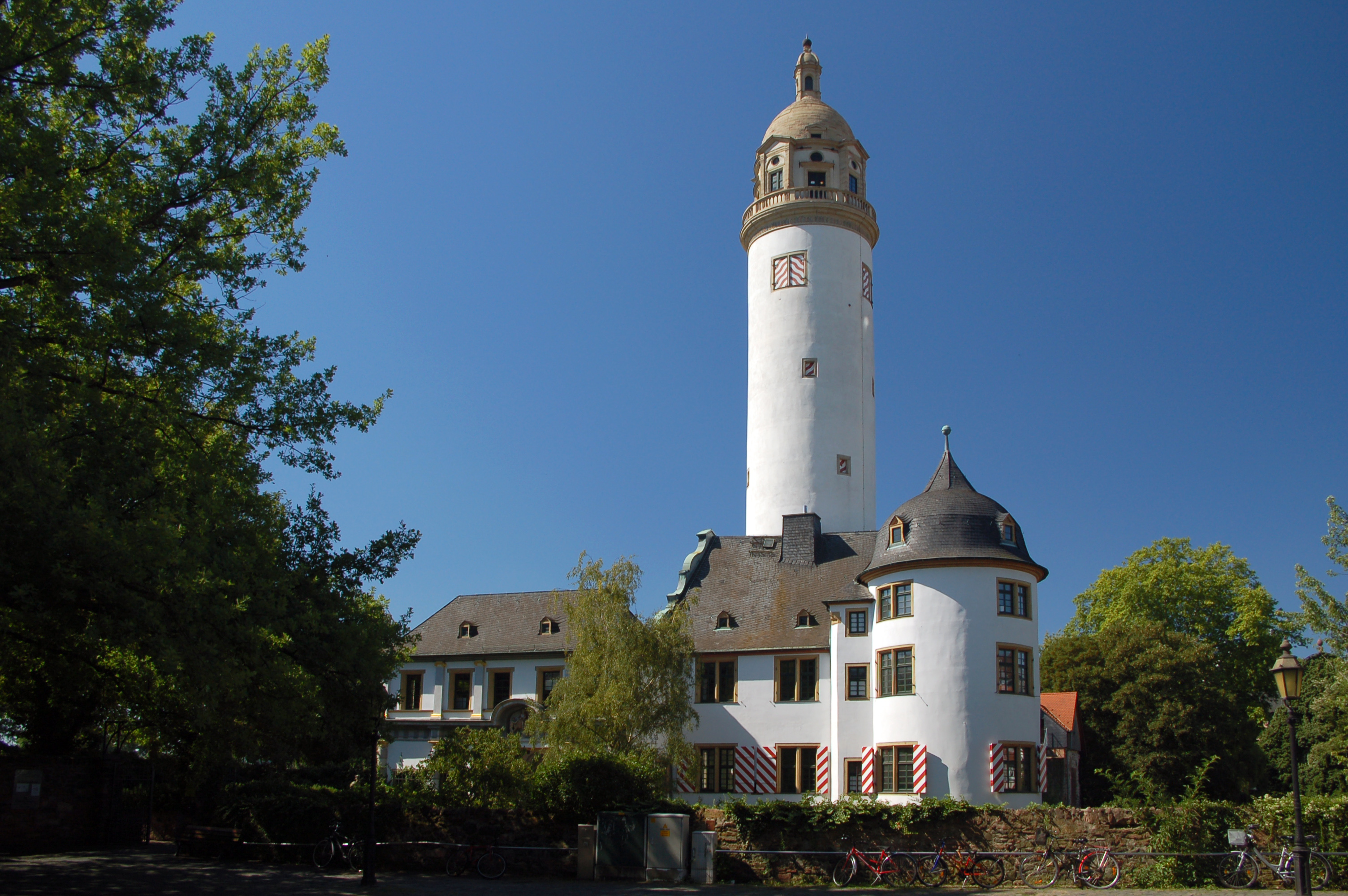
Höchster Schloß

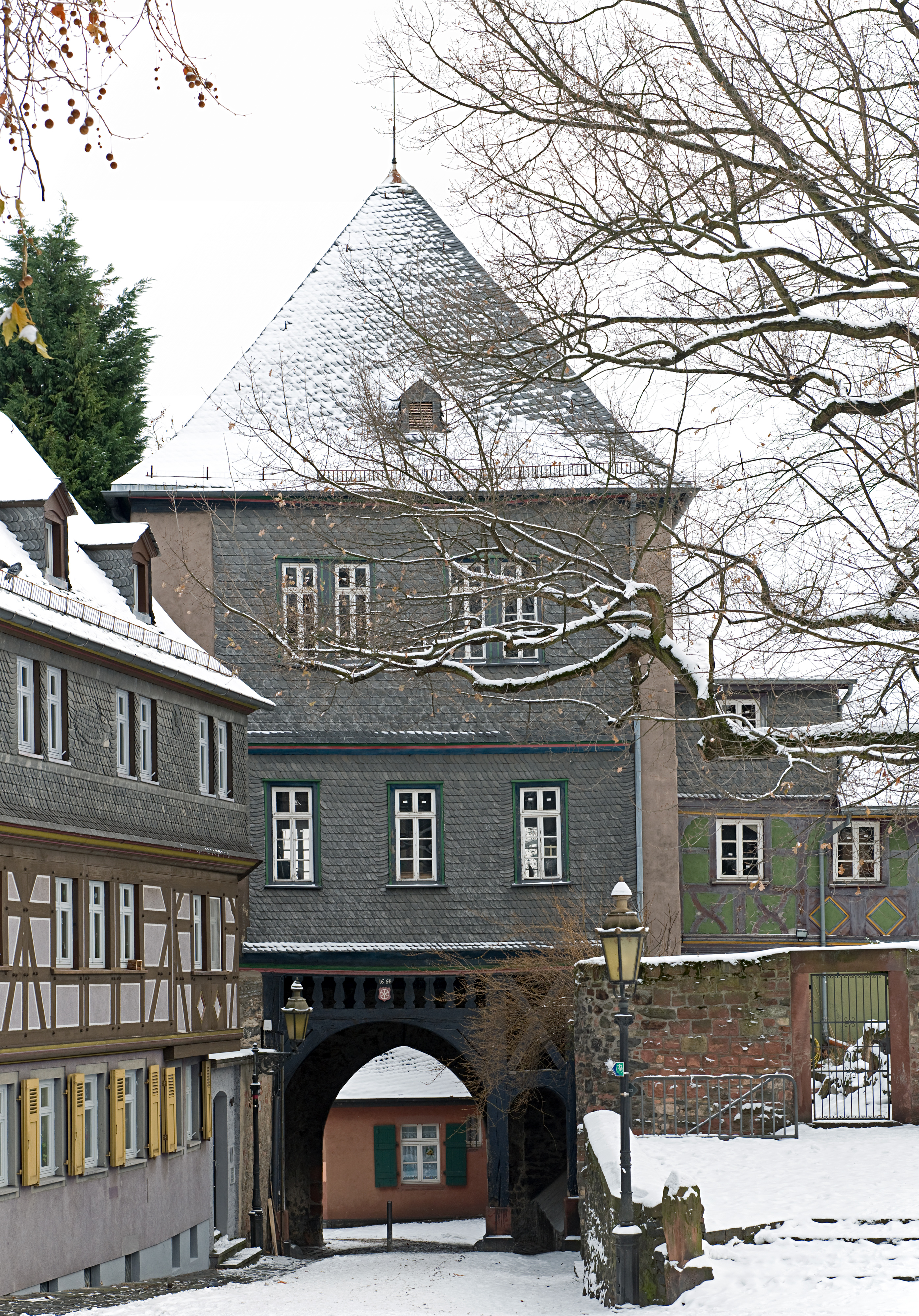
Zollturm und Zolltor

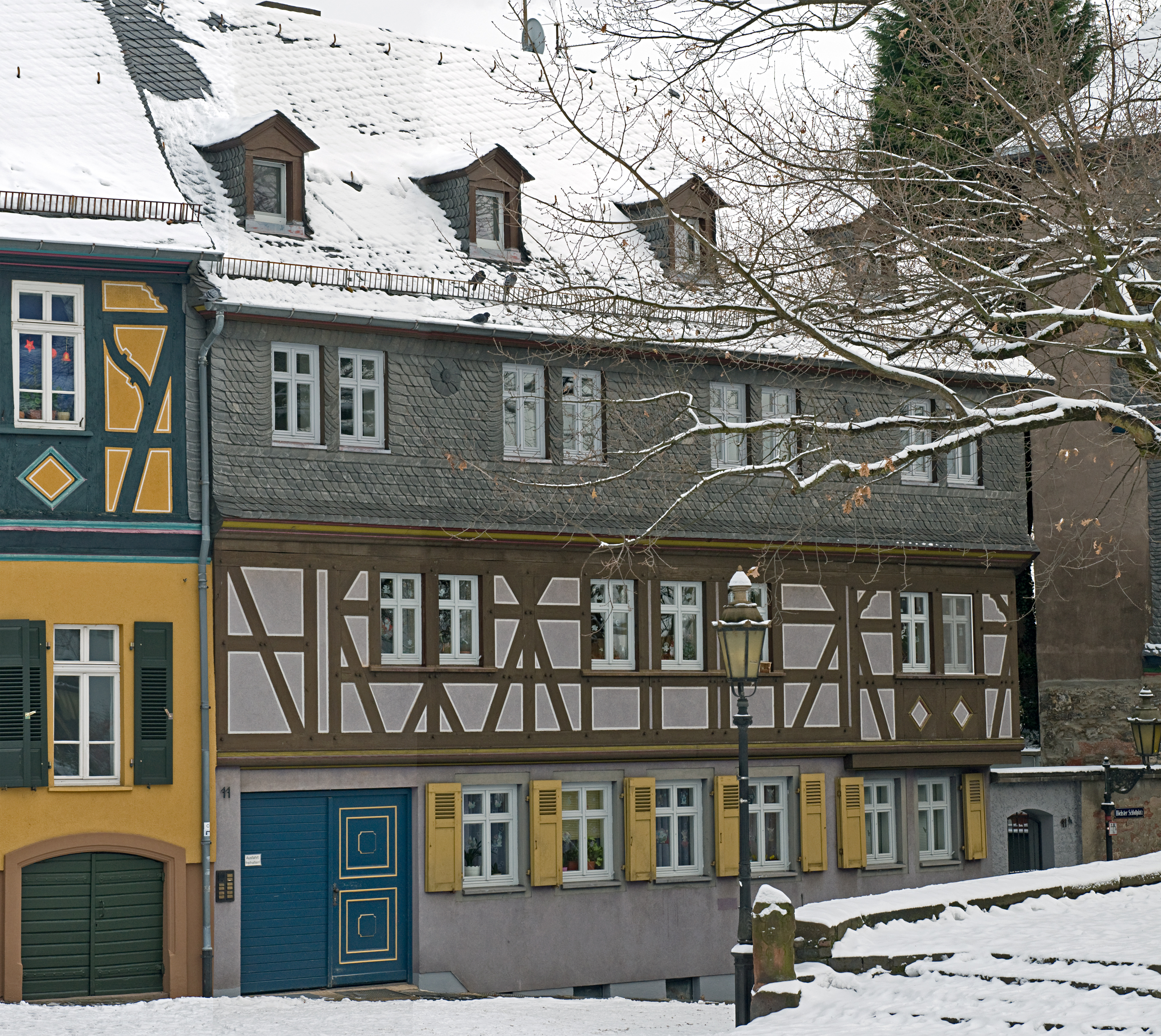
Haus „Der Karpfen“, Höchster Schloßplatz 11

Die Bebauung des Schloßplatzes stammt aus dem 16. bis 18. Jahrhundert. Teilweise wurden die ursprünglichen Bauten beim Stadtbrand von 1586 sowie im Dreißigjährigen Krieg zerstört und später wieder aufgebaut.
Wichtige Bauten sind:
- das Höchster Schloß mit seinem Torbau aus der Renaissance und dem gotischen Turm mit barocker Haube;
- der Zollturm auf der Südseite des Platzes stammt ursprünglich aus dem 14. Jahrhundert, er wurde 1664 nach Zerstörungen im Dreißigjährigen Krieg wieder aufgebaut;
- das Haus „Der Karpfen“ auf der Westseite des Schloßplatzes neben dem Zollturm war bereits um 1500 ein bekanntes Wirtshaus, es wurde 1633 nach Kriegszerstörungen neu errichtet, 1973 wurde es wegen Baufälligkeit abgebrochen und in seiner alten Struktur wieder aufgebaut;
- das Gasthaus „Zum Bären“ auf der Nordseite des Schloßplatzes mit seiner Fassade im klassizistischen Stil stammt aus dem Jahr 1799, doch bereits im frühen 18. Jahrhundert wird von einem Wirtshaus „Schwarzer Bär“ an dieser Stelle berichtet.

## Weblink
Koordinaten: 50° 5′ 55″ N, 8° 32′ 52″ O